# Bernard Naylor
Bernard James Naylor (* 22. November 1907 in Cambridge; † 19. Mai 1986 in Bassenthwaite) war ein englischer Komponist, Dirigent und Organist.

## Leben und Wirken
Bernard James Naylor war der Sohn von Edward W. Naylor und Enkel von John Naylor, die beide Komponisten und Organisten waren. Er war am Royal Conservatory of Music Schüler von Gustav Holst, John Ireland und Ralph Vaughan Williams und studierte von 1927 bis 1931 Orgel am Exeter College der Oxford University.
Von 1932 bis 1935 hielt er sich in Winnipeg auf, war dort Organist und Chorleiter an der Holy Trinity Anglican Church und dirigierte den Winnipeg Male Voice Choir, den Winnipeg Philharmonic Choir und das Winnipeg Symphony Orchestra. Von 1936 bis 1939 war er Organist und musikalischer Leiter des Oxford College.
1940 kehrte Naylor nach Kanada zurück, wo er 1942 die Little Symphony of Montreal gründete, die er bis 1947 leitete. Von 1950 bis 1952 unterrichtete er an der Oxford University, danach an der Reading University. 1959 übersiedelte er endgültig nach Kanada, wo er als Komponist zunächst in Winnipeg, ab 1968 in Victoria lebte.
In seinen jungen Jahren komponierte Naylor groß besetzte Orchester- und Chorwerke, von den er sich später teils distanzierte. Nach einer Pause zwischen 1935 und 1947 entstanden seine reifen Werke wie die Three Latin Motets, King Solomon's Prayer und die Missa da camera. Gemeinsam mit seiner Frau Dorothy, einer Tochter des Politikers Thomas Crerar, baute er eine umfangreiche Kunstsammlung auf, die er der Winnipeg Art Gallery hinterließ.

## Werke
- Presences für hohe Stimme und Klavier, 1947
- Speaking from the Snow für hohe Stimme und Klavier, 1947
- Songs of Regret für tiefe Stimme und Klavier, 1947
- The Living Fountain für hohe Stimme und Streichorchester, 1947–1963
- Sonnets from the Portuguese für Mezzosopran und Streichquartett, 1948
- Three (Latin) Motets für gemischten Chor, 1949
- The Annunciation According to Saint Luke für Sopran, Tenor, gemischten Chor und Kammerorchester, 1949
- Nine (English) Motets für gemischten Cjor, 1952
- King Solomon's Prayer für Sopran, gemischten Chor und Kammerorchester, 1953
- Three Shakespearean Sonnets für Bariton und Orchester,  1957
- String Trio, 1960
- Six Poems from Miserere für zwei Soprane und gemischten Chor, 1960
- Stabat Mater für vierstimmigen Frauenchor und Orchester, 1961
- The Nymph Complaining for the Death of Her Faun für Mezzosopran und Kammerensemble, 1965
- Not So Far as the Forest für Sopran und Streichquartett, 1966
- Three Sacred Pieces für gemischten Chor und Orchester, 1968–1971
- Exultat mundus gaudio, für Sopran, Alt, Tenor, Bass und gemischten Chor, 1969
- Missa sine Credo a 4 für gemischten Chor, 1969
- On Mrs. Arabella Hunt Singing für Sopran, Gambe und Cembalo, 1970
- Personal Landscapes für Sopran und Kammerorchester, 1971
- Dejection für Kammerensemble, 1973
- The Three Stars/Epode für Sopran, Tenor, Bass und gemischten Chor, 1973
- Four Dreams and a Vision für tiefe Stimme und Klaviern 1974
- Three Feminine Things für hohe Stimme und Klavier, 1974